# Sinophorus obtusus
Sinophorus obtusus är en stekelart som beskrevs av Sanborne 1984. Sinophorus obtusus ingår i släktet Sinophorus och familjen brokparasitsteklar. Inga underarter finns listade i Catalogue of Life.